# Krzysztof Michalski (ur. 1954)
Krzysztof Michalski (ur. 4 października 1954 w Przedczu) – polski dziennikarz i komentator naukowy, z radiem związany od 1981 r. Pracował we wszystkich programach Polskiego Radia, zajmując się przede wszystkim popularyzacją nauki i techniki.
Przygotowywał takie programy jak: Człowiek i Nauka, Klub Trójki, Bliskie Spotkania, Wieczór Muzyki i Myśli, Widnokrąg, Eksperyment – Teoria – Praktyka, WIST – quiz popularnonaukowy, Cudowny Świat Nauki, Wieczór Odkrywców, Echo, Wieczór z Jedynką. Członek Akademii Inżynierskiej w Polsce.

## Wykształcenie
W 1979 r. ukończył studia na Politechnice Gdańskiej (elektrotechnika morska na Wydziale Elektrotechniki i Automatyki) uzyskując tytuł mgr. inż. W 1982 r. obronił dyplom na Wydziale Dziennikarstwa Uniwersytetu Warszawskiego, a w 1995 r. ukończył również studia podyplomowe w SGH (zarządzanie i doradztwo finansowe). Uczestniczył także w kursach dziennikarstwa i managementu radiowego w Niemczech (Deutsche Welle), Austrii (ORF) i Szwajcarii (SRI).

## Przebieg kariery zawodowej i osiągnięcia
W listopadzie 1990 r. został dyrektorem Programu Pierwszego Polskiego Radia, a w 1993 r. pierwszym prezesem Zarządu Polskiego Radia S.A. (był nim do końca I kadencji – maj 1998 r.). Zarząd, którym kierował przeprowadził gruntowną modernizację radia – nowe studia, org. transmisji radiowej, system cyfrowej satelitarnej dystrybucji wszystkich programów, przebudowa radia na Myśliwieckiej (Muzyczne Studio Polskiego Radia im. Agnieszki Osieckiej), zorganizowanie kanału edukacyjnego Polskie Radio Bis, budowa nowej siedziby dla Informacyjnej Agencji Radiowej i Archiwum PR przy ul. Malczewskiego.
Pod koniec kadencji doprowadził do powstania radiowego centrum nadawczego w Solcu Kujawskim (otrzymał za to Złoty Krzyż Zasługi i tytuł Honorowego Obywatela Solca Kujawskiego).
W latach 1994–1998 reprezentował także Polskie Radio w Radzie Administracyjnej EBU (Europejska Unia Nadawców). Był organizatorem i redaktorem kolumn naukowych w magazynie „Tygodnika Solidarność” i miesięcznika „Nauka i Przyszłość”, przygotował koncepcję i prowadził pierwszą edycję telewizyjnego magazynu naukowego „Proton”, a także był gospodarzem Rozmów o Nauce w TVP Kultura.
Obecnie jest komentatorem w Programie Pierwszym Polskiego Radia, w którym prowadzi autorskie programy „Wieczór Odkrywców” i „Ludzie Nauki” – zajmuje się w nich przede wszystkim naukami ścisłymi (genetyką, fizyką, biochemią), techniką (również historią techniki) i konsekwencjami cywilizacyjnymi rozwoju nauki. Był także autorem programu „Nauka dla Biznesu” w TV Biznes.
Jest autorem kilkuset artykułów prasowych („Nauka i Przyszłość”, „Tygodnik Solidarność”, „Wiedza i Życie”, „Naukoznawstwo”, „Pan”).

## Działalność pozadziennikarska i akademicka
Od 2000 r., jest członkiem Rady Upowszechniania Nauki przy Prezydium PAN, a od stycznia 2010 r. członkiem Akademii Inżynierskiej w Polsce. W latach 2006–2009 był członkiem Komitetu Sterującego Narodowego Programu Foresight Polska 2020, a od 2009 r. jest członkiem Komitetu Sterującego Foresightu Regionalnego Nanotechnologie dla Podlasia. W 2011 r. został członkiem rady miesięcznika Przegląd Powszechny.
Był i jest wykładowcą wyższych uczelni: KUL i LSB (Promocja sfery B+R), Krajowa Szkoła Administracji Publicznej, Politechnika Białostocka, Warszawska Wyższa Szkoła Humanistyczna im. Bolesława Prusa. Prowadził także wykłady z popularyzacji nauki na Wydziale Fizyki UW i w Radiowej Akademii Umiejętności.

## Nagrody i wyróżnienia
- Nagroda Przeglądu Technicznego – tytuł Honorowego Złotego Inżyniera Przeglądu Technicznego
- Nagroda im. Bolesława Prusa
- Nagroda „Problemów”[13]
- Nagroda KRRiT za popularyzację nauk ścisłych i przyrodniczych
- Nagroda Fundacji "Promocja Zdrowia"[14]
- Medal 50-lecia Polskiej Akademii Nauk
- Medal Honorowy Gabriela Narutowicza[15]
- trzykrotny zwycięzca w konkursie miesięcznika Problemy i dziennika Kurier Polski
- Honorowe Wyróżnienie im. H. Steinhausa[16]
- tytuł Honorowego Obywatela Solca Kujawskiego
- Złoty Mikrofon[17] (2005)
- Odznaka honorowa „Za Zasługi dla Wynalazczości” od Prezesa Rady Ministrów[18]
- Złota Honorowa Odznaka SPWiR
- medal SEP
- Odznaka honorowa Fundacji na Rzecz Nauki Polskiej